# Рокафонда
Рокафонда (ісп. Rocafonda) — один із дев'яти історичних районів міста Матаро (Каталонія, Іспанія), розташований за 30 км на північ від Барселони. 

## Історія
Район виник наприкінці 1960-х років на місці колишніх сільськогосподарських угідь задля розміщення потоку мігрантів із південних регіонів Іспанії. Рокафонду будували як робітничий житловий квартал для вихідців з Андалусії, Естремадури, Мурсії та інших південних провінцій Іспанії, оскільки решта частина міста Матаро складалася з низькоповерхової забудови й потребувала нових багатоповерхівок із високою щільністю населення.
У 1990-х роках первинні мешканці почали переселятися в заможніші райони, а вивільнені квартири зайняли іммігранти з Магрибу, Південної Америки, Східної Європи та Субсахарської Африки. Станом на 2023 рік у Рокафонді мешкало 11 664 особи, з яких 52 % народилися поза межами Каталонії, включно з 37 % — за кордоном. При цьому близько 58 % іноземних жителів походять із Марокко, а майже половина сімей перебуває за межею бідності.

## Культура та громадське життя
Район здобув міжнародну увагу під час футбольного Євро-2024 завдяки вихідцю з Рокафонди, юному футболісту Ламіну Ямалю, який святкував голи жестом «304» на честь поштового індексу району 08304. 

## Пам'ятки та визначні місця
На території району знаходиться археологічний об'єкт — римська вілла (villa dels Caputxins), виявлена 1968 року під час будівництва цвинтаря та розкопана в 1970—1974 роках. Вілла перебуває під охороною як місцевий культурний об'єкт.

## Економіка та зайнятість
У районі переважає малий та середній бізнес: продуктові магазини, перукарні та невеликі заклади харчування, більшість з яких належать іммігрантам. Рівень безробіття в Рокафонді перевищує середній по місту.

## Інфраструктура та послуги
У Рокафонді діють такі заклади:
- Центр первинної медицини: CAP Rocafonda
- Центр культури: Centre Cívic de Can Noé
- Школи: Escola Pública Rocafonda; Escola Pública Àngela Bransuela; Escola Pública Germanes Bertomeu; Institut Les Cinc Sénies
- Освіта дорослих: Escola d'Adults Can Noé
- Парк: Parc de Rocafonda

## Транспорт
Через Рокафонду курсують автобусні маршрути номер 1, 2, 3 та 6, що з'єднують район із центром міста та іншими кварталами.